# Амангельды (фильм)
«Амангельды» — первый казахский звуковой фильм, снятый в 1938 году на киностудии «Ленфильм» казахстанскими кинематографистами Алма-Атинской студии кинохроники, первенец казахского художественного кино.

## Сюжет
Фильм посвящён событиям, происходившим в Казахстане в 1916—1919 годах. Начало призыва царизмом казахов на земляные работы на фронты Первой мировой войны ведёт к восстанию крестьян — шаруа. Во главе восстания становится Амангельды Иманов.
Позже руководитель восстания принимает Советскую власть и со своими отрядами начинает борьбу с контрреволюционными элементами. В 1919 году военный комиссар Степного края был убит контрреволюционерами-алашординцами, согласно тогдашнему представлению о них в советской историографии.